# Petra Sandles
Petra Sandles (* 19. Februar 1960) ist eine ehemalige deutsche Fußballspielerin.

## Karriere
Petra Sandles, die hauptberuflich als Kriminalbeamtin tätig war und bis 1986 für den TSV Schliersee spielte, gehörte dem FC Bayern München als Abwehrspielerin an. Während ihrer Vereinszugehörigkeit erreichte sie mit ihrer Mannschaft 1988 das Finale um den DFB-Pokal.
Das am 28. Mai im Berliner Olympiastadion als Vorspiel zum Männerfinale ausgetragene Finale um den Vereinspokal, das sie mit ihrer Mannschaft – nach drei Siegen ohne Gegentor zuvor – erreichte, wurde gegen den TSV Siegen mit 0:4 verloren. 
Mit der dritten errungenen Bayerischen Meisterschaft 1990 stieg sie mit ihrer Mannschaft in die Gruppe Süd der seinerzeit zweigleisigen Bundesliga auf. In der Premierensaison bestritt sie an drei aufeinander folgenden Spieltagen ihre einzigen drei Bundesligaspiele für den FC Bayern München.

## Erfolge
- DFB-Pokal-Finalist 1988
- Bayerischer Meister 1988 – (1990 und Premierenaufstieg in die Bundesliga Süd)

## Sonstiges
Seit Juli 2021 ist die langjährige Vizepräsidentin des Bayerischen Landeskriminalamts im Ruhestand.